# 배곧은근

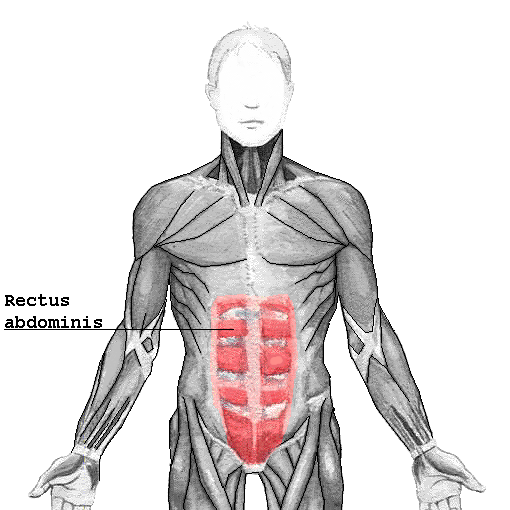

배곧은근(rectus abdominis muscle), 또는 복직근(腹直筋; 문화어: 배곧은살)은 배의 앞 좌우 나란히 위아래로 있는 근육이다. 척추를 앞으로 굽힐 때 사용한다.